# Adil Chihi
Adil Chihi (Düsseldorf, 21 febbraio 1988) è un ex calciatore marocchino, di ruolo attaccante.

## Carriera

### Club
Ha giocato nella prima divisione tedesca ed in quella iraniana.

### Nazionale
Ha partecipato ai Mondiali Under-20 del 2005.

## Palmarès

### Club

#### Competizioni nazionali
- 2. Fußball-Bundesliga: 1

Colonia: 2013-2014